# 88292 Bora-Bora
88292 Bora-Bora este o planetă minoră (asteroid) din Mars-crossing asteroid⁠(d). A fost descoperită pe 12 iulie 2001 la Punaauia⁠(d) de Jean-Claude George Pelle⁠(d) și a fost numită după Bora Bora. 
Obiectul prezintă o orbită caracterizată de o semiaxă mare de 2,2296604253325 UAi, o excentricitate de 0,25, o înclinație de 2,9 ° în raport cu ecliptica.